# Turistväg

Vägmärke I1 Turistväg.

Turistväg är en väg eller vägsträckning som kan vara av särskilt intresse för turister. Vägmärket I1 Turistväg är i Sverige det första i en serie lokaliseringsmärken för turistiskt intressanta mål, och består av en vit blomma mot en brun bakgrund. Även Storbritannien och Danmark använder denna symbol.[källa behövs] Turistvägar utmärks i Europa, liksom annat av möjligt intresse för turister, med skyltar bestående av brun bakgrund och vit förgrund.[källa behövs]